# کامنا (استان بلاگووگراد)
کامنا (به بلغاری: Kamena) یک منطقهٔ مسکونی در بلغارستان است که در شهرستان پتریچ واقع شده‌است.